# Цариградски договор (1897)
Вижте пояснителната страница за други значения на Цариградски договор.
Цариградският договор от 22 ноември/4 декември] 1897 година слага край на гръцко-турската война от същата година. Под натиска на Великите сили – посредници при мирните преговори, Османската империя се отказва от завоеванията си в Тесалия в замяна на неголеми териториални придобивки (395 km2) и военна контрибуция в размер от 4 милиона турски лири. Неспособна да изплати сама този дълг, Гърция попада под финансовия контрол на големите европейски държави, които ѝ отпускат кредит. С друго условие за прекратяване на войната остров Крит получава административна автономия, начело с принц Георгиос (втория син на гръцкия крал) като върховен комисар на Великобритания, Франция, Русия и Италия.